# Відмітки в'язнів концентраційних таборів

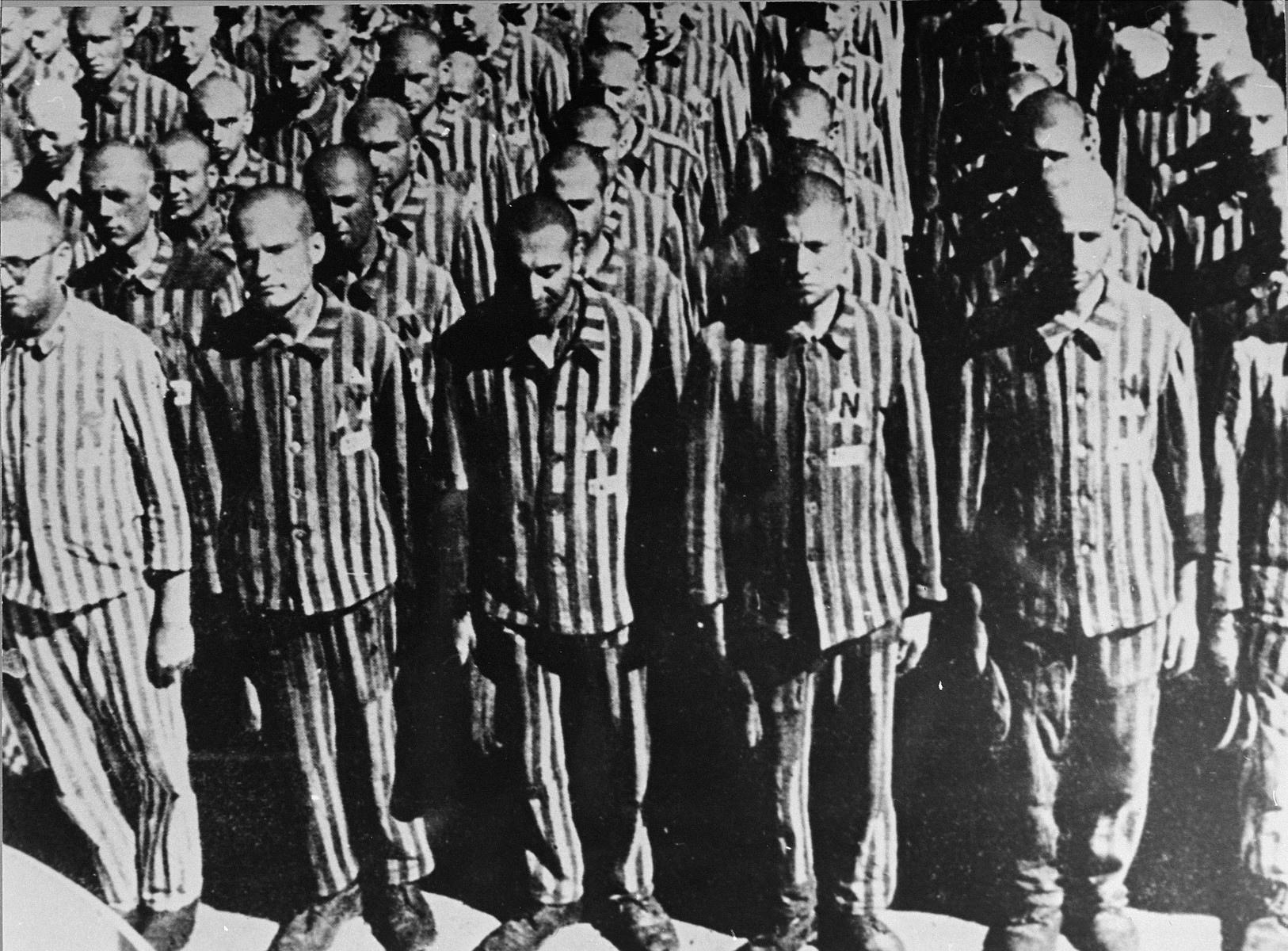
Голландські євреї в концтаборі Бухенвальд

Позначка в'язнів у концентраційних таборах Третього Рейху використовувалася для групування та соціальної стигматизації ув'язнених. Відповідні емблеми мали полегшувати табірному персоналу ідентифікацію в'язнів за країною походження, расою, вироком та інше. Номер в'язня заміняв у таборі його ім'я.Nazis Open Dachau Concentration Camp [Архівовано 28 травня 2019 у Wayback Machine.](англ.).

## Система трикутників

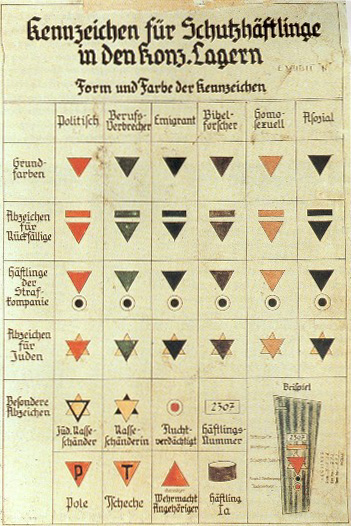
Пам'ятка для табірної охорони СС: «Позначка ув'язнених в концентраційних таборах»

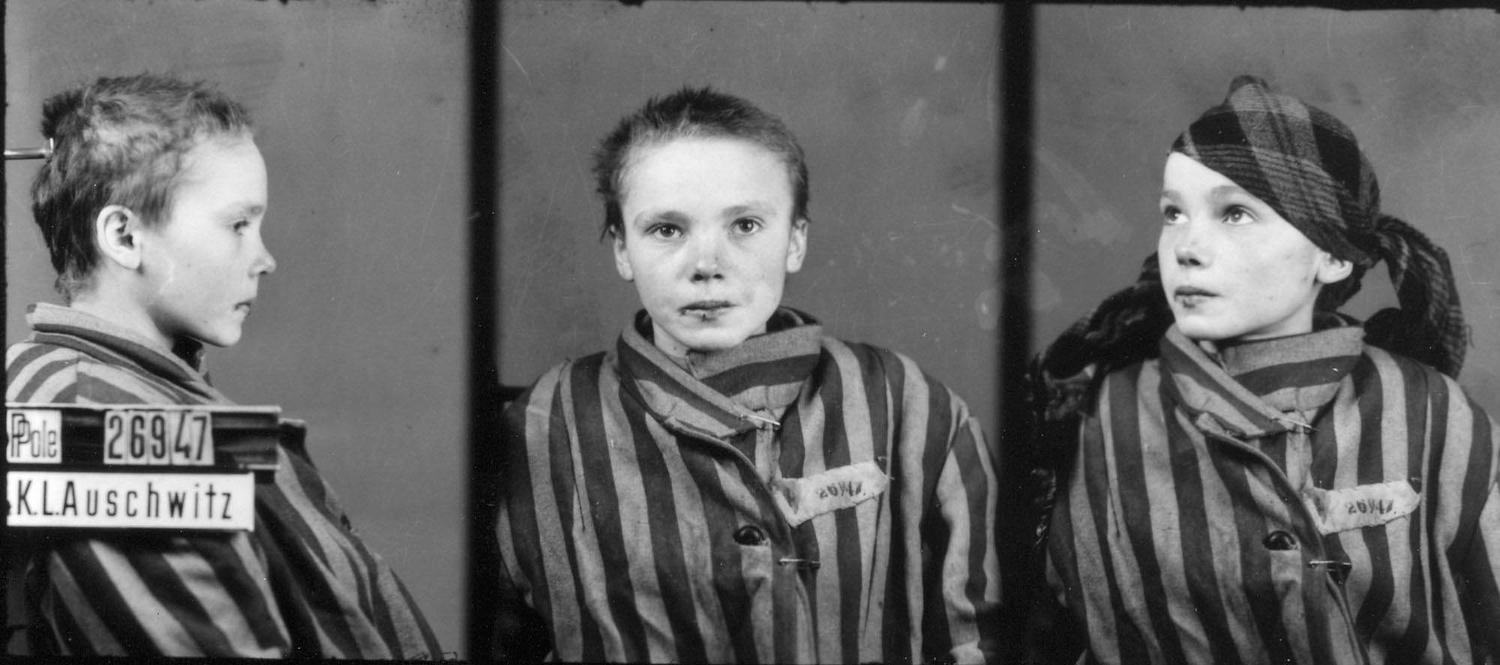
Чеслава Квока — 14-річна ув'язнена Аушвіца, 1942/43

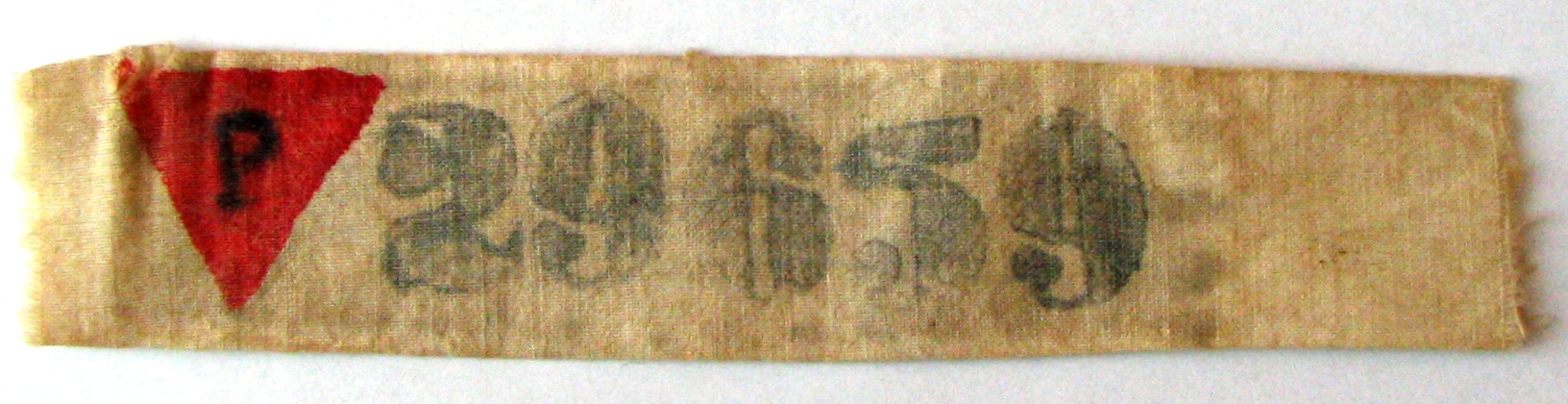
Вінкель з номером — політичний в'язень з Польщі

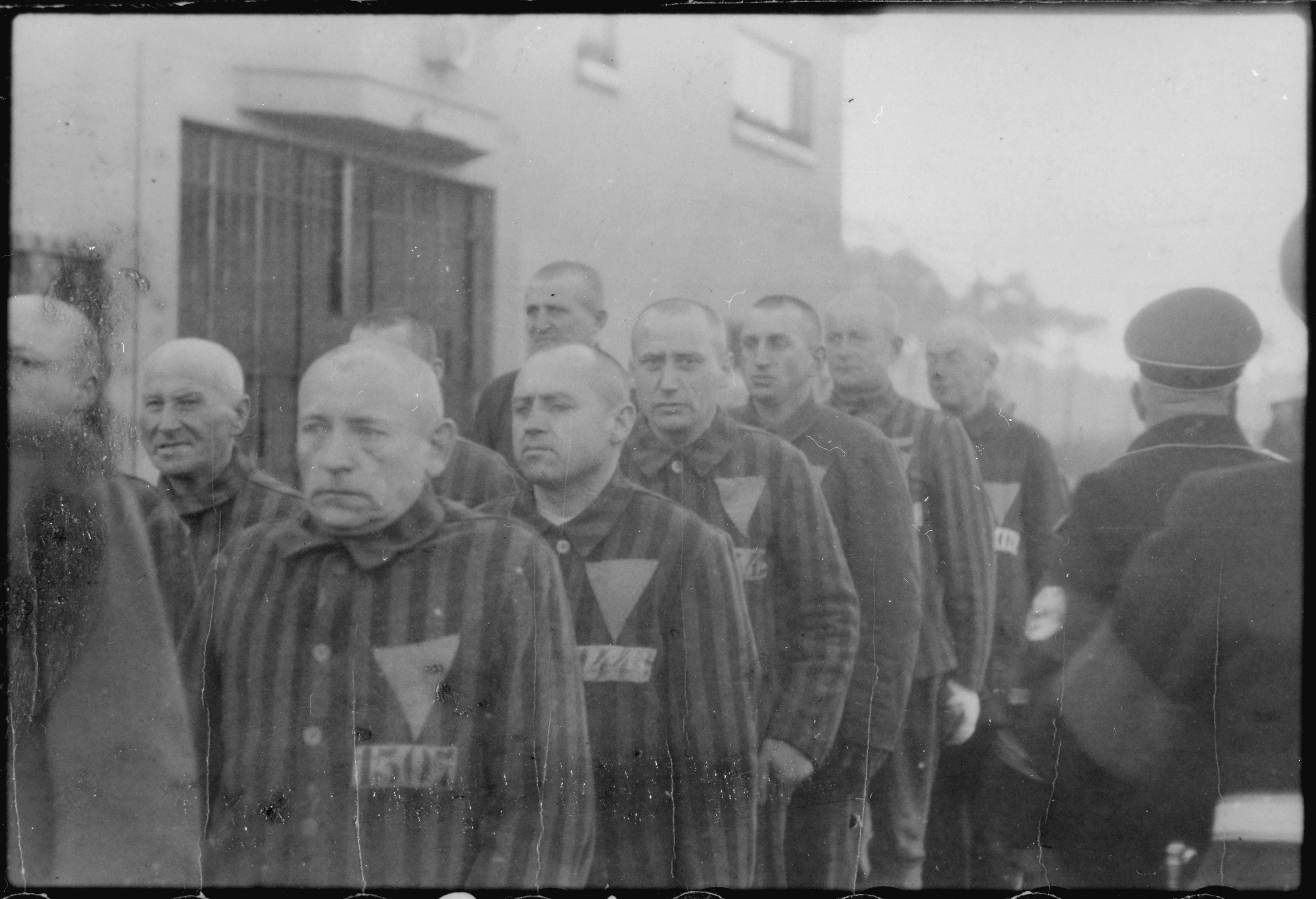
Група ув'язнених концтабору Заксенхаузен, 1938

Система позначок ґрунтувалася на використанні вінкелів (нім. Winkel — кут) — перевернутих трикутників з різнобарвної матерії, які нашивалися на тюремну робу в'язнів, щоб табірна охорона легко могла розпізнавати їх приналежність до певної категорії.

### Кольорове кодування вінкелів
Кольори трикутників визначалися так:
- червоний — політв'язні: комуністи, члени профспілок, ліберали, соціал-демократи, масони і анархісти;
- червоний перевернутий — шпигуни, дезертири, полонені;
- чорний — «асоціальні елементи»: олігофрени, божевільні, сутенери, алкоголіки, бездомні, жебраки, дармоїди, а також феміністки, лесбійки і пацифісти[2];
- зелений — звичайні кримінальники;
- ліловий — так звані «бібельфоршери», серед яких були, в першу чергу, Свідки Єгови (в нацистській Німеччині їх як і раніше називали Дослідниками Біблії — нім. Bibelforscher), а також Вільні дослідники Біблії;
- рожевий — в першу чергу чоловіки, засуджені за § 175 за гомосексуальні контакти, в тому числі і з неповнолітніми, а також за сексуальні контакти з тваринами.
- синій — емігранти;
- коричневий — цигани (сінті та рома) — спочатку також носили чорний трикутник.

### Додаткові примітки
Іноді додавалися й інші позначки для позначення національності або функції в'язня (наприклад, для капо, старших за бараку або блоку). У перші роки існування концтаборів, а частково і в більш пізній час, на одяг в'язня також нашивався його номер. Додатково на трикутник наносилася літера, що показує походження ув'язненого, наприклад, «P» — у поляків.
Залежно від країни походження ув'язнених позначали буквами:
- B — бельгійці (нім. Belgier)
- F — французи (нім. Franzose)
- I — італійці (нім. Italiener)
- J — югослави (нім. Jugoslawien)
- N — голландці (нім. Niederländer)
- P — поляки (нім. Polen)
- S — іспанці (нім. Spanier)
- T — чехи (нім. Tschechen)
- U — угорці (нім. Ungarn)

Євреї позначалися двома трикутниками, що лежать один на одному, утворюючи зірку Давида. При цьому нижній трикутник був жовтого кольору, а верхній відповідав категорії ув'язненого.
Чорний несуцільний трикутник, розташований поверх жовтого, позначав чоловіка-єврея, що «осквернив» «арійську расу», маючи зв'язок з «арійської» жінкою, тобто, засудженого за метисацію. Жовтим трикутником, накладеним на чорний, позначалися «арійські» жінки, які допустили «осквернення» раси.
Як покарання, в'язня могли додатково позначити «штрафною міткою», яка означала, що той входить до штрафної групи. До таких в'язнів табірна охорона ставилася з особливою жорстокістю.
В'язні, котрі були заарештовані в результаті операцій «Ніч і туман», часто позначалися жовтим трикутником з абревіатурою NN (нім. Nacht und Nebel). Такі ув'язнені зазвичай містилися в одиночних камерах.

### Відхилення від загальних принципів
Відомі випадки невідповідності категорії засудженого і кольору трикутника. У Дахау трикутник гомосексуалів був зеленим, такий же трикутник нашивався гомосексуалам, що засуджувалися повторно. У Ноєнгамме всі в'язні з Нідерландів носили червоні трикутники. Такі ж трикутники отримали в концентраційному таборі Равенсбрюк Еллі Смула і Маргарита Розенберг, навпроти імен яких було вказано «лесбійка».

## Таблиця маркування ув'язнених
Ув'язнені концтаборів позначалися відповідно до таблиці:
|                             | політичний                                | рецидивіст                                   | емігрант                       | бібельфоршер                          | гомосексуал (§ 175) | асоціальний | сінті та рома |
| --------------------------- | ----------------------------------------- | -------------------------------------------- | ------------------------------ | ------------------------------------- | --- | --- | --- |
| простий трикутник           |                                           |                                              |                                |                                       | | | |
| повторно укладений          |                                           |                                              |                                |                                       | | | |
| «Штрафна група»             |                                           |                                              |                                |                                       | | | |
| єврей                       |                                           |                                              |                                |                                       | | | - |
|                             |                                           |                                              |                                |                                       | | | |
| Спеціальні мітки (приклади) | Чоловік-єврей, що осквернив арійську расу | Засуджена за осквернення раси арійська жінка | схильність до втечі            | номер в'язня                          | Використовувані маркування наносилися згідно порядку: номер ув'язненого, смуга для повторного укладення, трикутник або зірка, членство в штрафній роті, схильність до втечі. | Використовувані маркування наносилися згідно порядку: номер ув'язненого, смуга для повторного укладення, трикутник або зірка, членство в штрафній роті, схильність до втечі. | Використовувані маркування наносилися згідно порядку: номер ув'язненого, смуга для повторного укладення, трикутник або зірка, членство в штрафній роті, схильність до втечі. |
| Спеціальні мітки (приклади) | поляк (політичний в'язень)                | чех (політичний в'язень)                     | шпигун, дезертир або полонений | особливий в'язень: коричневий браслет | Використовувані маркування наносилися згідно порядку: номер ув'язненого, смуга для повторного укладення, трикутник або зірка, членство в штрафній роті, схильність до втечі. | Використовувані маркування наносилися згідно порядку: номер ув'язненого, смуга для повторного укладення, трикутник або зірка, членство в штрафній роті, схильність до втечі. | Використовувані маркування наносилися згідно порядку: номер ув'язненого, смуга для повторного укладення, трикутник або зірка, членство в штрафній роті, схильність до втечі. |

## Номер в'язня

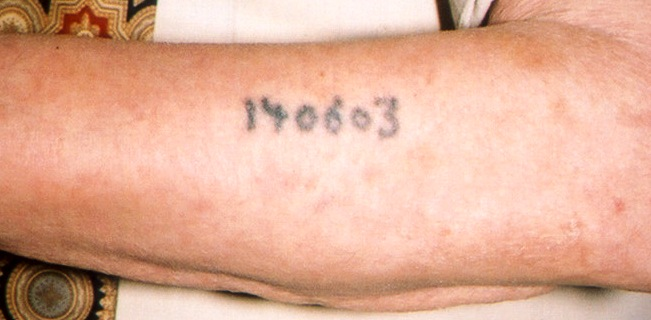
Витатуйований номер в'язня Аушвіцу

Зазвичай в ув'язнених їх номер був написаний на одязі. Лише в Аушвіці він був також витатуйований на тілі. По-перше, для точної ідентифікації роздягнених трупів, а по-друге, для ідентифікації втікачів. Татуювання робилися на лівому передпліччі. Оскільки у новонароджених в таборі дітей на передпліччя не було достатньо місця, їм татуювання ставилося на стегні.
Іноді до номерів додавалися спеціальні позначки: у деяких євреїв це був трикутник, у циган буква Z (від нім. Zigeuner). У травні 1944 у чоловіків-євреїв до номера додавалися букви «A» і «B»; з невідомих причин у жінок буква «B» не використовувалася навіть після того, як у серії «A» були використані 20 тисяч номерів.
За номерами ув'язнених вівся детальний облік. У кожному таборі щодня по два рази в день проводилися шикування і переклички, на яких фіксувалися всі зміни (смерті, переходи ув'язнених з табору в табір, звільнення).